# Portugal ved sommer-OL 2024
Portugal deltog i sommer-OL 2024 i Paris, Frankrig i perioden 26. juli til 11. august 2024.
Udøvere for Portugal vandt totalt fire medaljer.

## Medaljer
| 2024 Paris | Guld | Sølv | Bronze | Total |
| Portugal   | 1    | 2    | 1      | 4     |

### Medaljevinderne
| Portugal sommer-OL 2024 i Paris | Portugal sommer-OL 2024 i Paris | Portugal sommer-OL 2024 i Paris | Portugal sommer-OL 2024 i Paris | Portugal sommer-OL 2024 i Paris |
| Medalje                         | Navn                            | Sport                           | Event                           | Dato                            |
| ------------------------------- | ------------------------------- | ------------------------------- | ------------------------------- | ------------------------------- |
| Guld                            | Iúri Leitão Rui Oliveira        | Cykling                         | Men's Madison                   | 10. august                      |
| Sølv                            | Iúri Leitão                     | Cykling                         | Men's omnium                    | 8. august                       |
| Sølv                            | Pedro Pichardo                  | Atletik                         | Mændenes trespring              | 9. august                       |
| Bronze                          | Patrícia Sampaio                | Judo                            | Women's –78 kg                  | 1. august                       |